# Halosarpheia phragmiticola
Halosarpheia phragmiticola är en svampart som beskrevs av Poon & K.D. Hyde 1998. Halosarpheia phragmiticola ingår i släktet Halosarpheia och familjen Halosphaeriaceae.   Inga underarter finns listade i Catalogue of Life.